# Schmelzwasserrinnen und Toteislöcher bei Pfronten
Schmelzwasserrinnen und Toteislöcher bei Pfronten este o arie protejată (arie specială de conservare — SAC, sit de importanță comunitară — SCI) din Germania întinsă pe o suprafață de 38,83 ha, integral pe uscat.

## Localizare
Centrul sitului Schmelzwasserrinnen und Toteislöcher bei Pfronten este situat la coordonatele 47°35′02″N 10°35′00″E / 47.5839°N 10.5833°E.

## Înființare
Situl Schmelzwasserrinnen und Toteislöcher bei Pfronten a fost declarat sit de importanță comunitară în martie 2001 pentru a proteja un număr necunoscut de specii din flora spontană și fauna sălbatică aflate în arealul zonei. Situl a fost protejat și ca arie specială de conservare în aprilie 2016.

## Biodiversitate
Situată în ecoregiunea continentală, aria protejată conține 4 habitate naturale: Pajiști uscate seminaturale și facies de acoperire cu tufișuri pe substraturi calcaroase (Festuco-Brometalia) (* situri importante pentru orhidee), Pajiști uscate seminaturale și facies de acoperire cu tufișuri pe substraturi calcaroase (Festuco-Brometalia) (* situri importante pentru orhidee), Formațiuni ierboase bogate în specii de Nardus, dezvoltate pe substraturi silicioase în zone montane (și în zone submontane, în Europa continentală), Fânețe montane.
La baza desemnării sitului se află un număr nedeclarat de specii protejate.